# Alain M. Bergeron
Pour les articles homonymes, voir Bergeron et Alain Bergeron (homonymie).
 (mars 2024).
Alain M. Bergeron, né le 24 septembre 1957  au Québec, est un auteur jeunesse et scénariste de bandes dessinées.

## Biographie
Il réside à Victoriaville au Québec (Canada).
Il a été journaliste durant 22 ans. En 2005, il devient « auteur jeunesse à plein temps ».
Il a plus de 300 ouvrages ouvrages à son actif, publiés chez une douzaine d'éditeurs. Il signe plusieurs séries dont les Savais-tu, Les aventures de Billy Stuart et les Zintrépides (Éditions Michel Quintin), Capitaine Static (Québec Amérique), Dominic et ses amis (Soulières Éditeur), Le Chat-Ô en folie (FouLire) et Les Petits Pirates (Boréal Maboul).
En janvier 2021, il avait alors « vendu 2 millions de livres dans le monde ».
« Depuis sa naissance au Québec en 2011, la série jeunesse Billy Stuart a connu un très grand succès, avec plus de 70 000 exemplaires écoulés » en 2014, avec 7 tomes publiés alors au Québec. La série est publiée en France aux éditions Hachette en 2014.
Sa série documentaire jeunesse à « l’humour burlesque » selon ActuaLitté, illustrée par Sampar Savais-tu ? commence en 2001, et connaît un « grand succès ». En 2017 elle « fête ses 15 ans » et des compilations sont publiées. La série comporte plusieurs dizaines de titres, et est toujours en cours en 2024. Elle est traduite dans « une dizaine de langues » et une adaptation en dessin animé est en cours de production par Happy Camper Média.
Il écrit pour différentes tranches d'âge, des plus jeunes aux adolescents.
Certains de ses livres ont été traduits en anglais, en japonais ou en coréen.
Il est lauréat du Prix des libraires du Québec catégorie Jeunesse 2011 pour Ma petite amie, avec Sampar aux dessins, et du Prix Québec-Wallonie-Bruxelles de littérature de jeunesse 2015, pour Le géant qui sentait les petits pieds, illustré par Pierre-Yves Cezard.

## Œuvres

### Éditions Andara
- Mes contes de Noël, collectif – Un ours au matin de Noël ; 2013, 96 pages.

### Éditions Auzou

#### Collection Auzou Mini. Série Fou du hockey
- T.1, Mon premier but, roman, 2020, 160 pages.
- T.2, Le numéro porte bonheur, roman, 2021, 160 pages.
- T.3, Une équipe de pros, roman, 2021, 160 pages.
- T4. Le nouveau joueur, roman, 2022, 160 pages.
- T.5, La petite coupe Stanley, roman, 2022, 160 pages.
- T.6, Capitaine Thomas Clark, roman, 2023, 160 pages.

#### Documentaires
- Les grands records du Québec, documentaire jeunesse, 2019, 32 pages.
- La grande épopée du hockey, documentaire jeunesse, 2020, 32 pages.
- Le hockey sur glace, documentaire jeunesse, coll. Mon premier animalier, 2023, 40 pages.

### Éditions De La Bagnole
- Neuf bonnes nouvelles et une moins bonne, collectif – Un TOC, une fille et 1676 mots; 2012, 142 pages.

### Éditions Bayard Canada

#### Collection Cheval masqué
- Thomas Leduc a disparu ! roman, coll. Cheval masqué, 2007, 48 pages.

- Aïe ! Une abeille ! roman, coll. Cheval masqué, 2009, 48 pages.

- Le petit maître, album, 2010, 36 pages.
- La petite princesse chauve, roman, coll. Cheval masqué, 2013, 48 pages.

### Éditions du Boréal

#### Collection Maboul. Série Les petits pirates
- Le trésor des trésors – les aventures du pirate Jean de Louragan, roman, coll. Maboul, 2004, 53 pages.
- Les pirates de l’Île des Glaces, roman, coll. Maboul, 2005, 53 pages.
- Un baiser pour le trésor, roman, coll. Maboul, 2006, 53 pages.
- Le monstre des marais, roman, coll. Maboul, 2007, 53 pages.
- Le Grand troc, roman, coll. Maboul, 2007, 53 pages.
- Dans le ventre du cachalot, roman, coll. Maboul, 2008, 53 pages.
- Les périls de Kasstoria, roman, coll. Maboul, 2009, 53 pages.
- La sorcière et les Zamazones, roman, coll. Maboul, 2010, 53 pages.
- Le lagon aux méduses, roman, coll. Maboul, 2011, 53 pages.
- L’île perdue, roman, coll. Maboul, 2012, 53 pages.
- La grande secousse, roman, coll. Maboul, 2012, 53 pages.
- Le vaisseau fantôme, roman, coll. Maboul, 2013, 53 pages.
- Le serpent de mer, roman, coll. Maboul, 2014, 53 pages.
- Le prince des serpents, roman, coll. Maboul, 53 pages.

### Éditions La Courte Échelle

#### Collection Mission
- Mission oisillon, coll. Premier Roman, 2005, 64 pages.
- Mission ouaouaron, coll. Premier Roman, 2006, 64 pages.
- Mission papillon, coll. Premier Roman, 2007, 64 pages.
- Mission poisson, coll. Premier Roman, 2008, 64 pages.

### Éditions Dominique et compagnie
- Les p’tites laines de Grand-Mèèère, album, 2013, 24 pages.
- La classe de madame Caroline, collectif; nouvelle – Zozo ; 2010, 126 pages.

- Aux Carnets de Dame Plume.
- Le magicien aux deux prénoms, roman, 2010, 37 pages.
- Les parents perdus, Shawinigan-Sud : CERRDOC, Collection Pour de vrai, 1993[13].  (ISBN 2-921403-08-0)

### Éditions Erpi
- Un papa en retard, album, coll. Mini rat de bibliothèque, 2010, 16 pages.
- Mon poisson, album, coll. Rat de bibliothèque, 2010, 16 pages.

### Éditions FonFon
- Les chercheurs de trésors, album, 2011, 32 pages.

### Éditions Fou Lire

#### Collection Rire aux étoiles. Série Virginie Vanelli.
- La clef des songes, roman, coll. Rire aux étoiles, 2006, 72 pages.
- La patinoire de rêve, roman, coll. Rire aux étoiles, 2007, 72 pages.
- La dangereuse fausse balle, roman, coll. Rire aux étoiles, 2008, 72 pages.
- L’étoile tombée du ciel, roman, coll. Rire aux étoiles, 2009, 72 pages.
- Tout à l’envers, coll. Rire aux étoiles, 2010, 72 pages.

#### Série Le Chat-Ô en folie
Série de romans s'adressant aux enfants de 7 ans et plus, qui met en scène un chat coquin vivant de nombreuses aventure dans un univers de type médiéval avec des rois, des princesses et des chevaliers.
Une vingtaine de tomes ont été publiés de 2009 à 2016.

#### Autres ouvrages
- Mes parents sont gentils, mais tellement… malchanceux ! roman, 2009, 132 pages.

### Édition Heures bleues
- L’abécédaire des Zincroyables créatures, album, 2005, 48 pages.
- Je t’aime gros comme…, album, 2007, 48 pages.
- Ma petite perle, album, 2009, 36 pages.
- Pourquoi les éléphants ont-ils peur des souris ? album, 2009, 36 pages.

### Éditions Hurtubise HMH

#### Albums
- Crème glacée, limonade sucrée, album, 2007, 24 pages.

- Mélodie aux cents sucettes, album, 2008, 24 pages.
- Victor et la dent perdue, album, 2010, 24 pages.

#### Collection Caméléon
- L’Escouade verte, roman, coll. Caméléon, 2008, 97 pages.
- Mon frère est plus fort que Louis Cyr, roman, coll. Caméléon, 2010, 92 pages.

### Éditions Imagine
- Une casserole sur la tête, album, 2006, 24 pages.
- Mon ami Victor, album, 2007, 24 pages.
- Le chat botté, album, 2008, 24 pages
- Sur le bout de la langue, album, 2009, 24 pages ;
- Maman, il y a un enfant sous mon lit ! album, 2010, 24 pages.
- À l’école, les grands, album, 2012, 24 pages

### Éditions Les Malins

#### Collection Panko
- Terreur sur l'île de Lascar, roman, coll. Panko, 2021, 296 pages.
- La grande barrière, roman, coll. Panko, 2021, 264 pages.

#### Collection Les folles aventures du capitaine Barbapoule
- L'attaque du faucon, roman, coll. Les folles aventures du capitaine Barbapoule, 2023,130 pages.
- Les chutes sans fin, roman, coll. Les folles aventures du capitaine Barbapoule, 2024,131 pages.

### Éditions Michel Quintin

#### Collection Billy Stuart
- T.1, Billy Stuart et les Zintrépides, roman graphique, 2011, 160 pages; traduit en espagnol (2013).
- T.2, Dans l’antre du Minotaure , roman graphique, 2011, 160 pages; traduit en espagnol (2013).
- T.3, La mer aux mille dangers , roman graphique, 2012, 152 pages; traduit en espagnol (2013).
- T.4, Dans l’œil du cyclope, roman graphique, 2012, 160 pages; traduit en espagnol (2013).
- T.5, Un monde de glace, roman graphique, 2013, 160 pages.
- T.6, Le cratère de feu, roman graphique, 2013, 160 pages.
- T.7, La course des Centaures, roman graphique, 2014, 160 pages.
- T.8, Le cerbère de l’enfer, roman graphique, 2014, 160 pages.
- T.9, Le grand désastre , roman graphique, 2014, 160 pages.
- T.10, La déesse de la foudre, roman graphique, 2015, 160 pages.
- T.11, Les douze travaux, roman graphique, 2016, 160 pages.
- T.12, L'épreuve finale, roman graphique, 2016, 176 pages.

#### Collection Billy Stuart et Cie
- T.1, La vallée des géants, roman graphique, 2018, 158 pages.
- T.2, La malédiction des momies, roman graphique, 2018, 160 pages.

#### Collection Billy Stuart (Les Mégas Zaventures de Billy Stuart)
- T.1, Le fantôme de la maison Scott, roman, 2019, 240 pages.
- T.2, Le trésor des Stuart, roman, 2019, 296 pages.
- T.3, Le secret du village d'antan, roman, 2020, 312 pages.

#### Collection Billy Stuart (Petit Billy Stuart)
- T.1, À table les oiseaux, album, 2019, 32 pages.
- T.2, La promenade de FrouFrou, album, 2019, 32 pages.
- T.3, Bonne fête FrouFrou, album, 2019, 32 pages.
- T.4, FrouFrou a peur de l'orage, album, 2020, 32 pages.
- T.5, Le Noël des intrépides, album, 2022, 32 pages.

#### Collection Billy Stuart (Les Zintrépides)
- T.1, Où est froufrou?, roman graphique, 2015, 88 pages.
- T.2, Terreur sur la ville, roman graphique, 2017, 96 pages.
- T.3, Le cirque, roman graphique, 2017, 104 pages.
- T.4, Le loup-garou de Cavendish, 2019, 104 pages.

#### Collection Le chat et la souris
- Vaillant, le héros du ciel, roman, coll. Le chat et la souris, 2004, 44 pages.
- La guerre des avions de papier, roman, coll. Le chat et la souris, 2005, 48 pages.
- Vers… de peur !!, roman, coll. Le chat et la souris, 2005, 48 pages.

#### Collection Multi-Max
- T.1, Multi-max contre les zombies, bande dessinée, 2020, 88 pages.
- T2, Multi-max et le mystère du cirque Morelle, bande dessinée, 2022, 88 pages.

#### Collection Les pt'its romans Quitin. Série Alexandre
- T.1, Le secret de l’étalon noir, roman, coll. Les p’tits romans, 2009, 60 pages.
- T.2, Le nœud gordien, roman, coll. Les p’tits romans, 2009, 61 pages.
- T.3, La Grande Course, roman, coll. Les p’tits romans, 2009, 61 pages.
- T.4, Mort au roi, roman, coll.. Les p’tits romans, 2011, 61 pages.
- T.5, L’attaque des hommes ailés, coll. Les p’tits romans, 2012, 61 pages.

#### Collection Mon petit ourson chéri
- Bon hiver, mon petit ourson chéri, album, 2004, 24 pages.
- Bon bain, mon petit ourson chéri, album, 2005, 24 pages.
- Bon appétit, mon petit ourson chéri, album, 2006, 24 pages.
- Bon anniversaire, mon petit ourson chéri, album, 2008, 24 pages.

#### Collection Saute-Mouton
- Une mission pour vaillant, roman, 2004, 48 pages.
- Vers... de peur, roman, 2005, 48 pages.
- La guerre des avions de papiers, roman, 2005, 48 pages.

#### Collection Savais-tu?
Documentaires jeunesse, illustrés par Sampar. Plusieurs dizaines d'ouvrages, 2001-en cours (2024).

#### Collection Savais-tu? (Géant)
- Savais-tu? Les dinosaures, documentaire jeunesse, 2021, 64 pages.
- Savais-tu? Les requins, documentaire, jeunesse, 2023, 64 pages.

#### Collection Savais-tu (Spécial compilation)
- Savais-tu? Spécial des pères, documentaire jeunesse, 2016, 112 pages.
- Savais-tu? Spécial caca, documentaire jeunesse, 2016, 112 pages.
- Savais-tu? Spécial des mères, documentaire jeunesse, 2017, 112 pages.
- Savais-tu? Spécial malade, documentaire jeunesse, 2017, 112 pages.
- Savais-tu? Spécial sport, documentaire jeunesse, 2017, 112 pages.
- Savais-tu? Spécial amour, documentaire jeunesse, 2018, 112 pages.
- Savais-tu? Spécial vacances, documentaire jeunesse, 2018, 112 pages.
- Savais-tu? Spécial à table, documentaire jeunesse, 2019, 112 pages.
- Savais-tu? Spécial à l'aide, documentaire jeunesse, 2020, 112 pages.
- Savais-tu? Spécial amitié, documentaire jeunesse, 2021, 112 pages.
- Savais-tu? Spécial policier, documentaire jeunesse, 2022, 112 pages.
- Savais-tu? Spécial école, documentaire jeunesse, 2023, 112 pages.
- Savais-tu? Spécial dégueu, documentaire jeunesse, 2024, 112 pages.

#### Hors série
- Par ici, la sortie, album, 2004, 24 pages.
- Une mouffette au parfum, album, 2006, 24 pages
- Noël, c'est pas un cadeau, bande dessinée, 2014, 48 pages.
- Kalamazoo, bande dessinée, 2015, 48 pages.

- Dans ma tête, essai, 2019, 120 pages.

### Éditions Pierre Tisseyre

#### Collection Sésame. Série Coco
- Coco, roman, coll. Sésame, 2000, 60 pages.
- Espèce de Coco, roman, coll. Sésame, 2002, 57 pages.
- Super Coco, roman, coll. Sésame, 2003, 56 pages.
- Coco et le docteur Flaminco, roman, coll. Sésame, 2004, 71 pages.
- Quel cirque, mon Coco !, roman, coll. Sésame, 2005, 70 pages.
- Le Coco d’Amérique, roman, coll. Sésame, 2006, 70 pages.
- Coco Pan, roman, coll. Sésame, 2007, 70 pages.
- Coco et le vampire du Camp Carmel, coll. Sésame, 2008, 70 pages.
- Cendrillé, roman, coll. Papillon, 1997, 85 pages.
- Où sont mes parents ?, roman, coll. Sésame, 1999, 55 pages.
- Charlie et les géants, roman, coll. Papillon, 2003, 97 pages.
- Lettres de décembre 1944, roman, coll. Sésame, 2004, 51 pages.

### Éditions Québec Amérique

#### Collection Capitaine Static
- T.1, Capitaine Static, bande dessinée, 2007, 64 pages.
- T.2, L’Imposteur, bande dessinée, 2008, 64 pages.
- T.3, L’étrange Miss Flissy[15], bande dessinée, 2009, 64 pages.
- T.4, Le Maître des Zions, bande dessinée 2010, 64 pages.
- T.5, La bande des trois, bande dessinée, 2012, 64 pages.
- T.6, Mystère et boule de gomme, bande dessinée, 2014, 64 pages.
- T.7, Les fanaTICs, bande dessinée, 2015, 64 pages.
- T.8, Le duel des super-héros, bande dessinée, 2016, 80 pages.
- T.9, La maison hantée, bande dessinée, 2017, 72 pages.
- T.10, Super capitaine static, bande dessinée, 2021, 80 pages.

#### Collection La classe de madame Isabelle
- Nathan, astronaute, roman, coll. Petit poucet, 2017, 64 pages.
- Félix, chasseur de dinosaures, roman, coll. Petit poucet, 2019, 64 pages.
- Charles, super-héros, roman, coll. Petit poucet, 2020, 64 pages.
- William, magicien, roman, coll. Petit poucet 2022, 64 pages.

#### Autres ouvrages
- Récompense promise: 1 million $, roman, coll. Mini-Bilbo, 2008, 56 pages,
- Le chat de garde, roman, coll. Mini-Bilbo, 2010, 64 pages.
- Les Merveilleuses Jumelles Wurtele, coll. Gulliver, 2012, 192 pages.
- Le géant qui sentait des pieds, roman, coll. Petit poucet, 2014, 72 pages.
- Petit homme et le géant qui fait prouttt, roman, coll. Petit poucet, 2015, 80 pages.
- Mon enfant est meilleur que le tien!, album, 2024, 24 pages.

### Soulières Éditeur

#### Collection Chat de gouttière
- Zak, le fantôme, roman, coll. Chat de gouttière, 2003, 112 pages.

- Un chien nommé bijou, roman, coll. Chat de gouttière, 2016, 136 pages.
- Le livre invisible, roman, coll. Chat de gouttière, 2022, 84 pages.

#### Collection Graffiti
- C’était un 8 août, roman, coll. Graffiti, 1999, 166 pages.
- Les Tempêtes, roman, coll. Graffiti, 2004, 225 pages.
- L’Initiation, roman, coll. Graffiti, 2005, 168 pages.
- La saison fabuleuse d’Abby Hoffman, roman, coll. Graffiti, 2012, 386 pages.

#### Collection Ma petite vache a mal aux pattes
- L’arbre de joie, roman, coll. Ma petite vache a mal aux pattes, 1999, 45 pages.
- Zzzut! roman, coll. Ma petite vache a mal aux pattes, 2001, 53 pages.
- Mineurs et vaccinés, roman, coll. Ma petite vache a mal aux pattes, 2002, 71 pages; traduit en coréen (2008).
- Mon petit pou, roman, coll. Ma petite vache a mal aux pattes, 2003, 73 pages.
- Un gardien averti en vaut trois, roman, coll. Ma petite vache a mal aux pattes, 2004, 88 page.
- La journée de l’araignée…, roman, coll. Ma petite vache a mal aux pattes, 2006, 60 pages.
- La classe de neige, roman, coll. Ma petite vache a mal aux pattes, 2006, 60 pages ; traduit en coréen (2008); traduit en anglais (2012).
- Dominic en prison, roman, coll. Ma petite vache a mal aux pattes, 2007, 60 pages; traduit en coréen (2010).
- Face de clown, roman, coll. Ma petite vache a mal aux pattes, 2008, 69 pages.
- Le don de Yogi Ferron, roman, coll. Ma petite vache a mal aux pattes, 2009, 69 pages.
- Ma sœur n’est pas un cadeau, roman, coll. Ma petite vache a mal aux pattes, 2009, 60 pages ; traduit en coréen (2010); sélection Forest of Reading (Ontario, 2011); traduit en anglais (2012).
- Ma petite amie[10], roman, coll. Ma petite vache a mal aux pattes, 2010, 64 pages ; traduit en coréen (2014).
- Oh ! la vache ! édition spéciale, poésie, coll. Ma petite vache a mal aux pattes, 2010, 212 pages.
- L@ M@lédiction,roman, coll. Ma petite vache a mal aux pattes, 2011, 64 pages.
- Il m’énerve ce William Parker, roman, coll. Ma petite vache a mal aux pattes, 2013, 80 pages.
- Le défi de Dominic, roman, coll. Ma petite vache a mal aux pattes, 2015, 96 pages.
- Dominic et le hérisson, roman, coll. Ma petite vache a mal aux pattes, 2017, 80 pages.
- La barbe du géant, roman, coll. Ma petite vache a mal aux pattes, 2019, 56 pages.
- Marguerite, la vache à hublot, roman coll. Ma petite vache a mal aux pattes, 2021, 66 pages.

#### Hors collection
- La vie drôle et secrète du père Noël, roman, coll. Milles bulles, 1998, 64 pages.

## Prix et distinctions
- Concours littéraire Lurelu, 1993, 1re prix pour À la recherche des parents perdus[16].
- Prix littéraire Hackmatack[17] 2005 pour Zak le fantôme
- Prix littéraire Hackmatack[17] 2009 pour  Capitaine Static avec Sampar
- Prix des libraires du Québec catégorie Jeunesse[9] 2011 pour Ma petite amie, avec Sampar
- Prix Québec-Wallonie-Bruxelles de littérature de jeunesse 2015[11],[12] pour Le géant qui sentait les petits pieds, illustré par Pierre-Yves Cezard
- Médaille de l’Assemblée nationale 2020[3]